# Корнеев, Александр Порфирьевич
Александр Порфирьевич Корнеев (12 сентября 1903, Цибулёво, Херсонская губерния — 20 февраля 1987, Киев) — советский зоолог, кандидат биологических наук, профессор.

## Биография
Родился Александр Порфирьевич Корнеев 12 сентября 1903 г. в семье дорожного мастера на станции Цибулево Юго-Западной железной дороги. Учился в Могилев-Подольской гимназии. В 1920 г. поступает на подготовительный курс биологического отдела факультета образования Киевского института народного образования.
После окончания института в 1926 г. направляется Киевским окружкомом комсомола в Березанский район Киевской области, где преподает зоологию в трудовой школе. В 1928 г., появляется его статья «Методика преподавания органической природы», обобщающая первый опыт. В этом же году А. П. Корнеева приглашают ассистентом на кафедру зоогеографии Киевского университета. Руководил ею известный ученый, основатель киевской школы орнитологов профессор В. М. Артоболевский. Кроме преподавательской работы в университете, молодой зоолог много внимания уделяет изучению зверей в условиях неволи. До 1932 г. он был научным директором Киевского зоопарка, вел кружок юннатов при зоопарке.
В 1933 г. Корнеева избирают доцентом кафедры зоогеографии, а в 1938 г. назначают деканом биологического факультета. В июне 1940 г. Александр Порфирьевич защищает кандидатскую диссертацию.
С 1933 по 1941 гг. А. П. Корнеев совершает целый ряд экспедиций: в Теберду, на побережье Чёрного моря, в Азербайджан, Западный Памир. В 1939 г. он руководит экспедицией по изучению косули на Украине.
С началом Великой Отечественной войны в 1941 году А. П. Корнеев назначается ЦК Компартии Украины уполномоченным по эвакуации сокровищ киевских музеев, Киево-Печерской Лавры. На барже по Днепру они были доставлены в Днепропетровск, а оттуда — по железной дороге в Уфу. В 1942 г. А. П. Корнеев добровольцем уходит на фронт, хотя как декан факультета имел право на «бронь». Он воевал в 1-й воздушной армии, с 3-м Белорусским фронтом пришёл в Берлин. За боевые заслуги капитан Корнеев был награждён орденом Красной Звезды и шестью медалями. В 1946 г. А. П. Корнеев возвращается в Киев, занимает должность доцента университета. В 1948 г. его избирают заведующим кафедрой позвоночных. 15 июля 1953 г. в Киеве состоялся I съезд УООП (Украинское общество охраны природы). А. П. Корнеев был избран в состав Президиума общества, куда входил вплоть до самой смерти на протяжении 34 лет. В 1962 г. Александра Порфирьевича Корнеева, за большие научные заслуги, утверждают в звании профессора без защиты докторской диссертации. С 1965 г. он — профессор-консультант кафедры зоологии позвоночных.

## Интересные факты
Во время наступления Красной Армии в Восточной Пруссии в 1945 г., судьба поднесла Александру Порфирьевичу Корнееву необычный сюрприз. В средневековом замке Хайльберг возле Кенигсберга А. П. Корнеев обнаружил большую коллекцию палеарктических бабочек. Он, конечно же, сразу узнал коллекцию из родного зоомузея Киевского университета, разграбленного фашистами перед отступлением. Все материалы были тщательно упакованы и переправлены в Киев. Вскоре эта коллекция легла в основу восстанавливаемого музея КГУ им. Т. Шевченко.
В 1959 г. А. П. Корнеев, вместе с другими зоологами, выступил в защиту лисиц, которых по постановлению Совмина Украины, решено было уничтожить в республике.
В 1969 г. А. П. Корнев стал организатором студенческой дружины охраны природы КГУ, в 1983 г. избран председателем Координационно-методического совета студенческих дружин Украины.
С 1966 г., по инициативе А. П. Корнеева, начал проводиться в УССР месячник тишины, а с начала 70-х гг. местными органами власти стали приниматься решения по охране первоцветов.
Об охране природы Александр Порфирьевич Корнеев прочитал больше тысячи лекций, написал сотни газетных статей, десятки раз выступал по радио. Общий тираж его плакатов и буклетов перевалил далеко за сто тысяч.

## Публикации
- Корнеев А. П., 1953, «История промысла диких зверей на Украине», КГУ, Киев, 38 стр.
- Корнеев О. П., 1954, «Дрібнi хижаки — друзi сільського господарства», Київ
- Корнеев А. П., Пархоменко В. В., 1958, «Берегти поля» // Колгоспник України, № 5
- Корнеев А. П., 1959, «Звери, охраняемые законом» // Охота на Украине, К., Госсельхозиздат
- Корнеев О. П., 1960, «Нарис iсторії охорони природи на Українi» // Охорона природи на Українi, Київ
- Корнеев О. П., 1963, «Охороняймо корисних звipiв нашої країни», Київ, АН УРСР, 48 стр.

## Награды
- орден Красной Звезды[1]
- орден Трудового Красного Знамени[1]
- медали[1]
- Почётная грамота Президиума Верховного совета СССР[1]